# Meister des Papageis

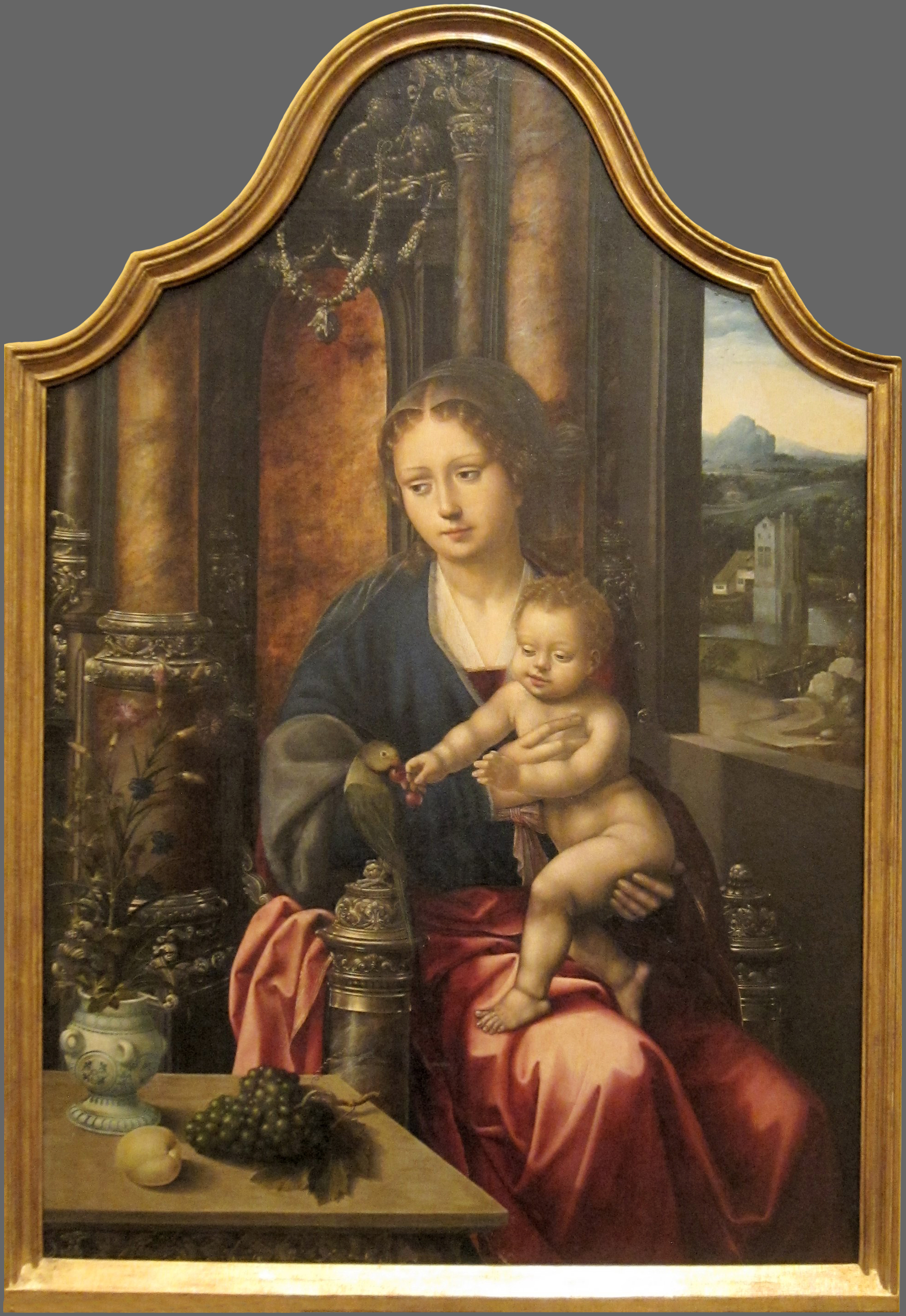
Maria mit dem Kind, das den Papagei füttert

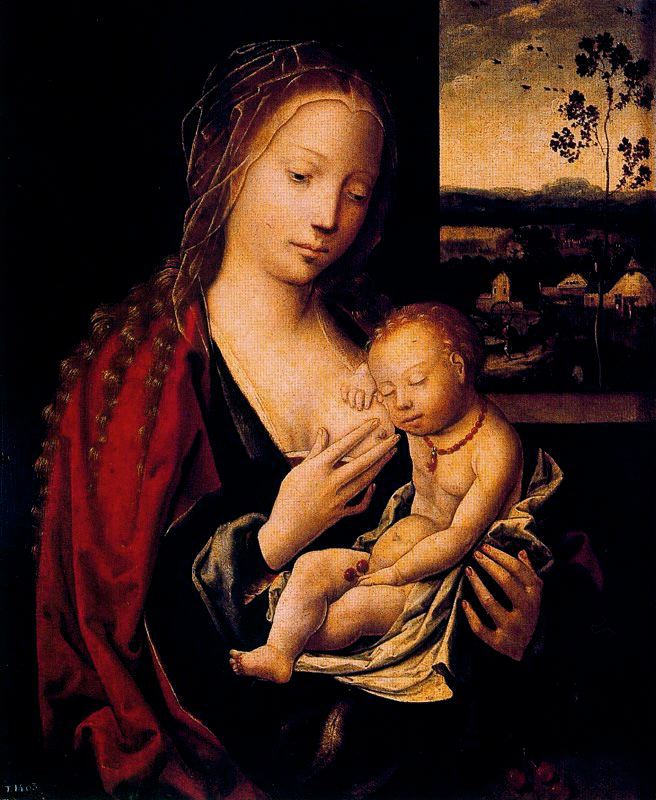
Meister mit dem Papagei: Maria mit dem Kind, Madrid, Museo del Prado

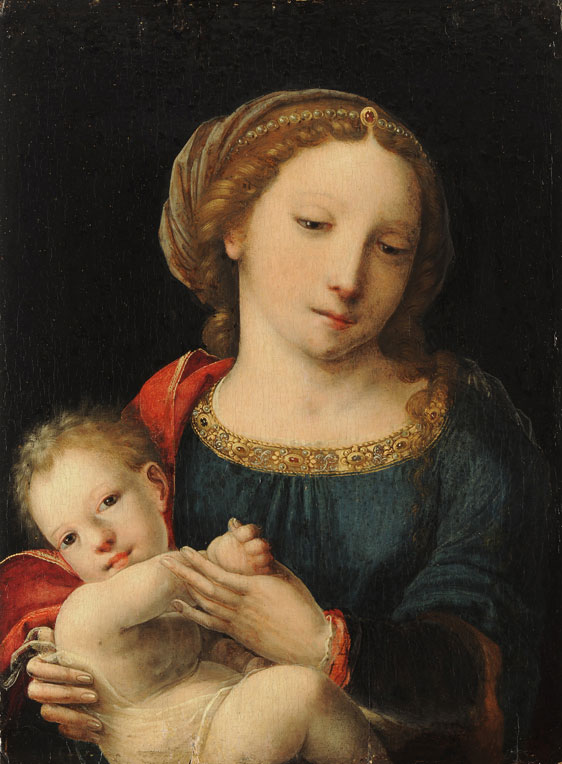
Meister mit dem Papagei: Maria mit dem Kind, Straßburg, Kunstmuseum

Als Meister mit dem Papagei oder Papageien-Meister wird eine Gruppe namentlich nicht bekannter flämischer Maler bezeichnet, die um 1520 oder 1530 wahrscheinlich in Antwerpen eine gemeinsame Werkstatt betrieben.

## Einordnung
Der Notname wurde zuerst dem Maler mehrerer Tafelbilder von Maria mit dem Jesusknaben gegeben, auf denen das Kind einen Papagei füttert. Diesem Meister wurden dann in der Kunsthistorik weitere Werke zugeordnet. Neuere Forschung vermutet nun, dass es sich nicht um einen einzelnen individuellen Maler handelt, sondern wohl eher um eine Werkstatt mit mehreren Künstlern, die gemeinsame Themen für den zu ihrer Zeit aufkommenden Markt von Andachtsbildern für das Bürgertum bearbeiteten.
Stil und Arbeitsweise der Meister mit dem Papagei erinnern an Werke des Meisters der weiblichen Halbfiguren oder an andere flämische Maler wie Ambrosius Benson. Als einer der möglichen Künstler wurde 1911 Jean Bellegambe benannt. Teilweise wurden ihm von Max J. Friedländer auch Damenbildnisse als Halbfigur zugeschrieben.

## Werke (Auswahl)
- Heilige Familie, Sevilla, Museo De Bellas Artes
- Jungfrau mit Kind, Oppenheimer-Vermächtnis, Strasbourg, Museum für bildende Kunst[6]
- Jungfrau mit Kind, Madrid, Museo del Prado
- Maria mit Kind, Privatbesitz[7]
- Maria mit Kind vor einer Landschaft, Privatbesitz[8]
- Maria mit dem verwickelten Kind, Privatbesitz[9]
- Pieta. Valencia, Museo De Bellas Artes[10]
- Die Heilige Maria Magdalena vor einem Vorhang, Privatbesitz[11]

Werke der Meister mit dem Papagei werden in der Kunstwelt öfter diskutiert.